# Obereisenbach
Obereisenbach (en luxembourgeois : Uewereesbech ) est une section de la commune luxembourgeoise du Parc Hosingen située dans le canton de Clervaux.